# Trevor Fehrman

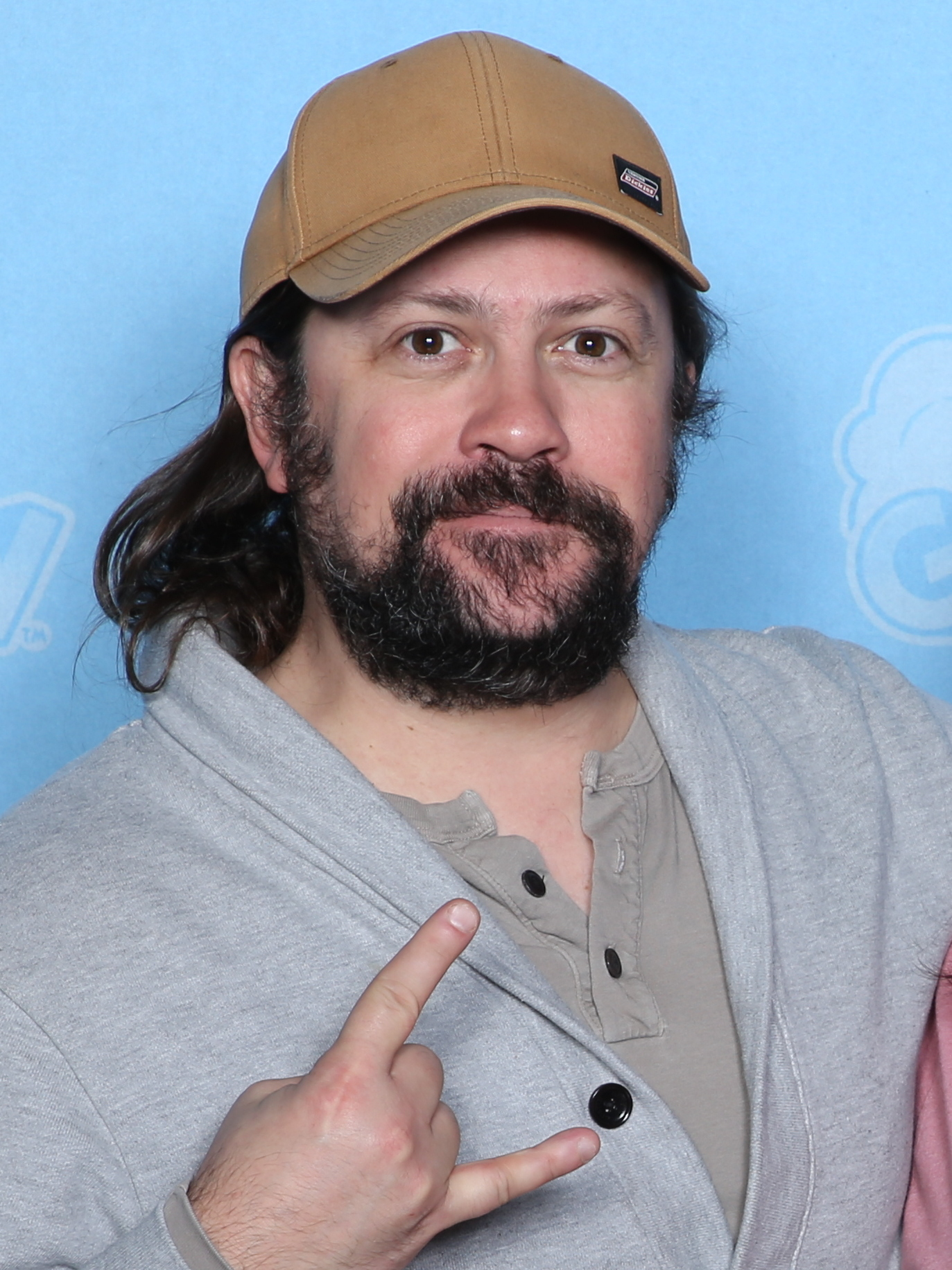
Trevor Fehrman

Trevor Gregory Fehrman (* 14. Juli 1981 in South St. Paul, Minnesota) ist ein US-amerikanischer Schauspieler.

## Leben
Trevor Fehrman wuchs in Saint Paul auf. Seine Eltern waren Lehrer. Während seiner Zeit in der High School spielte er im Theater, dann nahm er ein Collegestudium in Südkalifornien auf.
Fehrman debütierte in der NBC-Fernsehserie Applaus! Applaus! (Encore! Encore!) aus den Jahren 1998 bis 1999, in der er in einer der größeren Rollen neben Nathan Lane und Glenne Headly zu sehen war. In den Jahren 1999 bis 2000 spielte er eine der Hauptrollen in der Fernsehserie Odd Man Out. In der Komödie Die Highschool Trickser (2002) übernahm er eine der größeren Rollen. In der Komödie Clerks 2 (2006) von Kevin Smith tritt er an der Seite von Ben Affleck, Jason Mewes, Kevin Smith, Rosario Dawson und Wanda Sykes in der Rolle von Elias auf.

## Filmografie (Auswahl)
- 2002: In My Life
- 2002: Die Highschool Trickser (Cheats)
- 2002: Now You Know
- 2006: Clerks 2 (Clerks II)
- 2022: Clerks III